# Achatius
Achatius ist ein männlicher Vorname.

## Herkunft und Bedeutung
Bei Achatius handelt es sich um eine Variante von Acacius oder Agathios.
Acacius ist eine latinisierte Variante von griechisch Ακάκιος Akakios, der Name setzt sich aus dem griechischen Adjektiv κάκη kake „böse“ und einem Alpha privativum zusammen und bedeutet „nicht böse“ bzw. „unschuldig“.
Agathios leitet sich vom griechischen Adjektiv αγαθος agathos „gut“ ab.

## Namenstag
- 8. Mai; Achatius von Byzanz († ca. 304); katholischer Heiliger, einer der Vierzehn Nothelfer
- 22. Juni; Achatius von Armenien († ca. 140); katholischer Heiliger
- 27. November; Achatius Klimax (5. Jahrh. n. Chr.); katholischer Heiliger

## Varianten
- deutsch: Achaz, Achat, Achatz, Akakios, Acacius, Accatius
- griechisch: Ακάκιος
- rumänisch: Acaţiu
- lateinisch: Acacius
- portugiesisch: Acácio
- spanisch: Acacio
- ungarisch: Ákos (Etymologie unsicher)
- russisch: Акакий (Akakij)

## Namensträger
- Achatius von Brandenburg (1516 – nach 1578), Scholasticus in Mainz und Konsistorialrat in der Mark Brandenburg
- Achatius gen. Bossler Israel (1529–1581), Reformator der Grafschaft Saarwerden[6]
- Achatius von Auerswald (1818–1883), deutscher Richter und Verwaltungsjurist im Königreich Preußen
- Achatius Cureus (1531–1594), deutscher Autor
- Achatius Mylius (1608–1664), deutscher lutherischer Theologe und Generalsuperintendent
- Achatius von Quitzow (1606–1653), Mitglied der Fruchtbringenden Gesellschaft
- Achatius Ludwig Carl Schmid (1725–1784), deutscher Rechtswissenschaftler und Staatsbeamter von Sachsen-Weimar-Eisenach
- Åke Tott (Achatius Tott; 1598–1640), schwedischer General und Politiker
- Achatius Wolff (1646–1690), Tübinger Handelsmann und Ratsverwandter
- Achatius von Zehmen (um 1485–1565), hoher Beamter und Diplomat (u. a. Woiwode von Marienburg) im Preußen Königlichen Anteils und im Herzogtum Preußen

sowie der Familienname von:
- Israel Achatius († 1581), Theologe, Pfarrer und Reformator

Fiktion
- Vgl. auch: Akakij Akakiewitsch, den Helden aus Gogols Erzählung Der Mantel (der zweite Name, der sogenannte Vatersname, weist auf den Vornamen des Vaters hin, der ebenfalls Akakij hieß – ein selbst im 19. Jahrhundert höchst seltener Name).